# Districtul Na Yia
Na Yia (în thailandeză นาเยีย) este un district (Amphoe) din provincia Ubon Ratchathani, Thailanda, cu o populație de 24.970 de locuitori și o suprafață de 227,0 km².

## Componență
Districtul este subdivizat în 3 subdistricte (tambon), care sunt subdivizate în 34 de sate (muban).
| Nr. | Nume      | În thailandeză | Sate | Locuitori |  |
| --- | --------- | -------------- | ---- | --------- |  |
| 1.  | Na Yia    | นาเยีย          | 12   | 11,750    |  |
| 2.  | Na Di     | นาดี            | 13   | 6,898     |  |
| 3.  | Na Rueang | นาเรือง         | 9    | 6,322     |  |